# Königs-Riesenratte
Die Königs-Riesenratte (Uromys rex) (englischer Trivialname: King Rat) ist eine sehr seltene Nagetierart aus der Gattung der Mosaikschwanz-Riesenratten (Uromys). Sie ist auf der Insel Guadalcanal endemisch, die zu den Salomonen gehört.

## Merkmale
Die Königs-Riesenratte ist eine große Ratte mit silbriggrauem Fell. Sie sieht der ausgestorbenen Kaiserriesenratte (Uromys imperator) sehr ähnlich, ist jedoch kleiner und der Schwanz ist mit größeren Schuppen bedeckt. Die Kopf-Rumpf-Länge beträgt 257 bis 290 mm, die Schwanzlänge 232 bis 296 mm, die Hinterfußlänge 50 bis 55 mm und die Ohrenlänge 16 bis 20 mm.

## Lebensraum
Die Königs-Riesenratte bewohnt primäre tropische Regenwälder in Höhenlagen zwischen 20 und 600 m.

## Lebensweise
Über ihre Lebensweise ist nur wenig bekannt. Da sie im Gegensatz zu den ausgestorbenen Arten Uromys imperator und Uromys porculus vornehmlich auf Bäumen lebt, konnte sie der Nachstellung durch verwilderte Katzen entgehen.

## Status
Von der Königs-Riesenratte sind bisher nur 11 Exemplare bekannt geworden. 1987 konnte Tim Flannery im Poha Valley ein Exemplar fangen. Der letzte zuverlässige Nachweis stammt aus dem Jahre 1989, als zwei Exemplare bei Gold Ridge entdeckt wurden. Bei einer ausgedehnten Suchaktion am Mount Makarakomburu im Jahre 1990 konnte kein Exemplar mehr nachgewiesen werden. Bei Befragungen von Einheimischen auf Guadalcanal erhielt der Wissenschaftler Roger James Hinweise, dass diese Art noch anderswo auf der Insel vorkommen könnte. Hierfür gibt es jedoch noch keine Belege. Als Hauptgefährdung gelten die Rodung der Wälder durch die Nutzholzindustrie und die Umwandlung der Waldflächen in landwirtschaftlich genutzte Gebiete. Die IUCN stuft die Art in die Kategorie „stark gefährdet“ (endangered) ein.